# Phyllophaga elizoria
Phyllophaga elizoria är en skalbaggsart som beskrevs av Saylor 1937. Phyllophaga elizoria ingår i släktet Phyllophaga och familjen Melolonthidae. Inga underarter finns listade i Catalogue of Life.